# Rita Vilhena
Rita de Vilhena é uma bailarina,capoeirista e actriz portuguesa.

## Carreira

### Televisão
- Morangos com açúcar, Regina Góis, 2007/2008 TVI

• Bailarina no videoclipe dos músicos “Kalibrados”
• Bailarina no anúncio musical Continente
• Anúncio televisivo para a Compal e TMN (2007)
Galas Sic, RTP1 (7 Maravilhas, Ambição Olimpica, Globos de Ouro) TVI

### Dança e Teatro
FMH, Faculdade de Motricidade Humana de Lisboa, Licenciatura em Dança (2004-2009);
2006- Professora de dança no estádio universitário de Lisboa
- High School Musical: O Espectáculo
- Bailarina no espectáculo Momentum-  Teatro Tivoli
- Trabalhos para marcas como Sport Brazil, Adams, Seat, Nike, Porsche, entre outras
- Musicais infantis com Lemon Entertainment em Portugal, Espanha e Angola
- Revista á Portuguesa (Teatro Maria Vitória)
- Musicais (michael jackson, chicago)
- Espetáculos com compania Oi Brasil- Londres UK
- Bailarina na companhia Ella Mesma -Londres, UK (2014-2015)

Capoeira
- Professora de capoeira no Estádio Universitário de Lisboa-EUL (2006)
- 1º lugar no campeonato Alto Astral (2006),

2º lugar no campeonato Ginga Brasil (2008)
Projeto Capoeira Inclusiva no Centro de Acolhimento para Rapazes-Santos, Lisboa. (2004)
Professora de capoeira no programa Step Into Dance (Royal Academy of London) para jovens entre 12 e 15 anos, e criançaa, jovens e adultos com necessidades especiais (2012-2016)
Professora Capoeira - workshops em Portugal, Espanha, Inglaterra, Irlanda, França, Bélgica, Polónia, Ucrânia, Estados Unidos da América, Alemanha, Canadá, Itália e Grécia. Criação do projeto de capoeira inclusão "Daqui Pra Ali"